# Kottaiyur
Kottaiyur es una ciudad y nagar Panchayat situada en el distrito de Sivaganga en el estado de Tamil Nadu (India). Su población es de 14766 habitantes (2011). Se encuentra a 33 km de Sivaganga y a 75 km de Madurai.

## Demografía
Según el censo de 2011 la población de Kottaiyur era de 14766 habitantes, de los cuales 7402 eran hombres y 7364 eran mujeres. Kottaiyur tiene una tasa media de alfabetización del 89,42%, superior a la media estatal del 80,09%: la alfabetización masculina es del 92,94%, y la alfabetización femenina del 85,91%.